# Paradox (stijlfiguur)
Een paradox is een stijlfiguur in de vorm van een ogenschijnlijke tegenspraak, die op een iets dieper niveau echter op een logische manier valt op te lossen. Deze stijlfiguur kan allerlei vormen aannemen. Een voorbeeld van een paradox in de vorm van één enkele zin is de stelling "Naarmate de kennis toeneemt, weet men steeds minder". 
De paradox als stijlfiguur kan allerlei uiteenlopende functies vervullen. Hij kan bedoeld zijn als grappig woordspel, maar kan ook dienen als serieus stijlmiddel om een belangrijke boodschap over te brengen.

## Toepassing
Met name in de 17e-eeuwse poëzie werden paradoxen veelvuldig toegepast, in de Nederlandse literatuur bijvoorbeeld door Heyman Dullaert in zijn sonnet Christus stervende. De paradox als stijlfiguur duikt echter op in alle soorten literaire teksten en vormt daarin soms zelfs het hoofdthema. Een voorbeeld van dit laatste is de Lof der zotheid (1511) van Desiderius Erasmus, waarin de - ogenschijnlijke - tegenstrijdigheid van het dwaze gecombineerd met het wijze (de dwaaste mens is tegelijkertijd ook de wijste) centraal staat.
Enkele eeuwen later, in de Romantiek, werd de paradox opnieuw een populair stijlmiddel. Zo wordt hij onder meer gebruikt door Multatuli in diens Ideeën ("Ieder ziet hier dat ik geen schrijver ben"). In de 20e eeuw bedienden auteurs als Menno ter Braak zich van paradoxen (Van oude en nieuwe christenen, 1937).

## Verwante begrippen
Indien een paradox slechts uit één enkele woordgroep bestaat, heet dit een oxymoron (bijv. donker licht). Een vergelijkbare stijlfiguur is de contradictio in terminis.
Nauw verwant aan de paradox is de tegenstelling of antithese. In feite vormt de antithese de basis voor meerdere stijlfiguren waaronder de paradox.